# Geschützwagen III/IV
El Geschützwagen III/IV o GW III/IV va ser un xassís especialment dissenyat per produir canons i obusos autopropulsats alemanys de la Segona Guerra Mundial. Aquest xassís va ser produït per la companyia Alkett i combinava components del Panzer III Ausf. J (motor, bomba de gasolina i mecanisme de direcció) i del Panzer IV Ausf. F (casc i suspensió). Al xassís Geschützwagen III/IV, el casc del Panzer IV es va allargar lleugerament per proporcionar un compartiment de combat més ampli a la part posterior i el motor es va col·locar al centre. Com que el motor era al centre del vehicle, es deixava espai per a un compartiment de combat lleugerament blindat amb sostre obert a la part posterior que albergava l'arma i la tripulació. Els principals vehicles de combat creats sobre aquesta base van ser l'obús pesant de 150 mm Hummel i el caçacarros de 88 mm Nashorn, a més de portamunicions i alguns dissenys experimentals que no van arribar a ser produïts en sèrie.